# Фријапатије од Партије
Фријапатије (грч. Πριαπάτιος; пар. 𐭐𐭓𐭉𐭐𐭕 Friyapāt) је био краљ Партије од 191. до 176. п. н. е.
Извори о његовом пореклу су нејасни, али у главном се сматра сином брата од стрица свог претходника Арсака II. У почетку је био вазал Селеукидског царства, да би након смрти његовог владара Антиоха III Великог 187. п. н. е. све више водио самосталну политику. Услед фактичке независности, током Фријапатове владавине почиње агресивно ширење Партије према истоку и западу. Да би и учврстио своју власт на новоприпојеним територијама, Фријапатије је настојао да стопи грчке и персијске идеје у један нов идентитет. Коначан исход тих настојања било је доба стабилности и напретка. Сходно својој политици, Фријапатије је унео и новине у титулатури. Он је први од партских владара који је користио хеленистичку титулу краља — василевс (грч. βασιλεύς). Јустин наводи и да је дошавши на власт узео име Арсак, у част оснивача Партског царства, на исти начин као што су римски цареви касније користили имена Цезара и Августа.
Фријапатије је умро 176. п. н. е. На власти га је наследио најстарији син Фраат. Поред Фраата, Фријапатије је оставио још синова: Митридата, Артабана и Багаза, од којих су прва двојица такође били партски краљеви.